# Riu Alibori
El riu Alibori és un riu del nord de Benín d'uns 340 km de llargada. Neix prop del poble de Tobré, a la frontera entre els departaments d'Atakora i Donga, i desemboca al riu Níger, prop de Birni-Lafia, després de seguir un recorregut en direcció nord-est. El riu Pako és un dels seus afluents. Està poblat de cocodrils. Dona nom al departament del mateix nom.

## Règim hidrològic
Cabal mitjà mensual de l'Alibori mesurat a l'estació hidrològica de la carretera de Kandi a Banikoara, al voltant dels 2/3 de la zona de captació, mesurada en m³/s.